# Guibemantis
Guibemantis is een geslacht van kikkers uit de familie gouden kikkers (Mantellidae). De groep werd voor het eerst wetenschappelijk beschreven door Alan Dubois in 1992. Oorspronkelijk werd de wetenschappelijke naam Pandanusicola gebruikt.
Er zijn vijftien verschillende soorten inclusief Guibemantis diphonus die pas in 2015 voor het eerst is beschreven. Alle soorten komen voor in delen van Afrika en komen endemisch voor in Madagaskar.

## Soorten
Geslacht Guibemantis
- Soort Guibemantis albolineatus
- Soort Guibemantis annulatus
- Soort Guibemantis bicalcaratus
- Soort Guibemantis depressiceps
- Soort Guibemantis diphonus
- Soort Guibemantis flavobrunneus
- Soort Guibemantis kathrinae
- Soort Guibemantis liber
- Soort Guibemantis methueni
- Soort Guibemantis pulcher
- Soort Guibemantis punctatus
- Soort Guibemantis tasifotsy
- Soort Guibemantis timidus
- Soort Guibemantis tornieri
- Soort Guibemantis wattersoni